# Humidicutis luteovirens
Humidicutis luteovirens är en svampart som först beskrevs av E. Horak, och fick sitt nu gällande namn av E. Horak 1990. Humidicutis luteovirens ingår i släktet Humidicutis och familjen Hygrophoraceae.   Inga underarter finns listade i Catalogue of Life.